# Basilique Notre-Dame du Sacré-Cœur de Sittard
Ne doit pas être confondu avec Basilique Notre-Dame du Sacré-Cœur.
La basilique Notre-Dame du Sacré-Cœur (en néerlandais : Basiliek O.L. Vrouw van het Heilig Hart) est une basilique catholique située à Sittard dans la province de Limbourg aux Pays-Bas. C'est un lieu de pèlerinage dédié à Notre-Dame du Sacré-Cœur et la première église des Pays-Bas à recevoir le titre de basilique. Elle est reconnue comme monument national.

## Histoire
En 1867, les ursulines de Sittard installent dans la chapelle de leur monastère une statue de Notre-Dame du Sacré-Cœur qui devient l'objet de pèlerinage mais l'édifice devient rapidement trop petit en raison du nombre croissant de pèlerins. Il est décidé de construire une église pour accueillir les fidèles, dont la première pierre, offerte par le pape Pie IX et provenant de la catacombe de Saint-Calixte, est posée le 2 juin 1875. La construction est achevée en 1877 et l'église est consacrée le 5 juillet 1879 par Joannes Paredis (nl), évêque de Ruremonde. Elle est élevée au rang de basilique mineure par le pape Léon XIII le 10 mai 1883devenant la première église des Pays-Bas à recevoir ce titre.

## Architecture
La construction de l'église est confiée en 1873 à l'architecte Johannes Kayser (nl), formé par Pierre Cuypers. Il décide de construire l'église en néogothique qui présente de grandes similitudes avec l'œuvre de son professeur. La disposition de l'intérieur est en grande partie dérivée de celle de la cathédrale Notre-Dame de Laon en France.

## Galerie

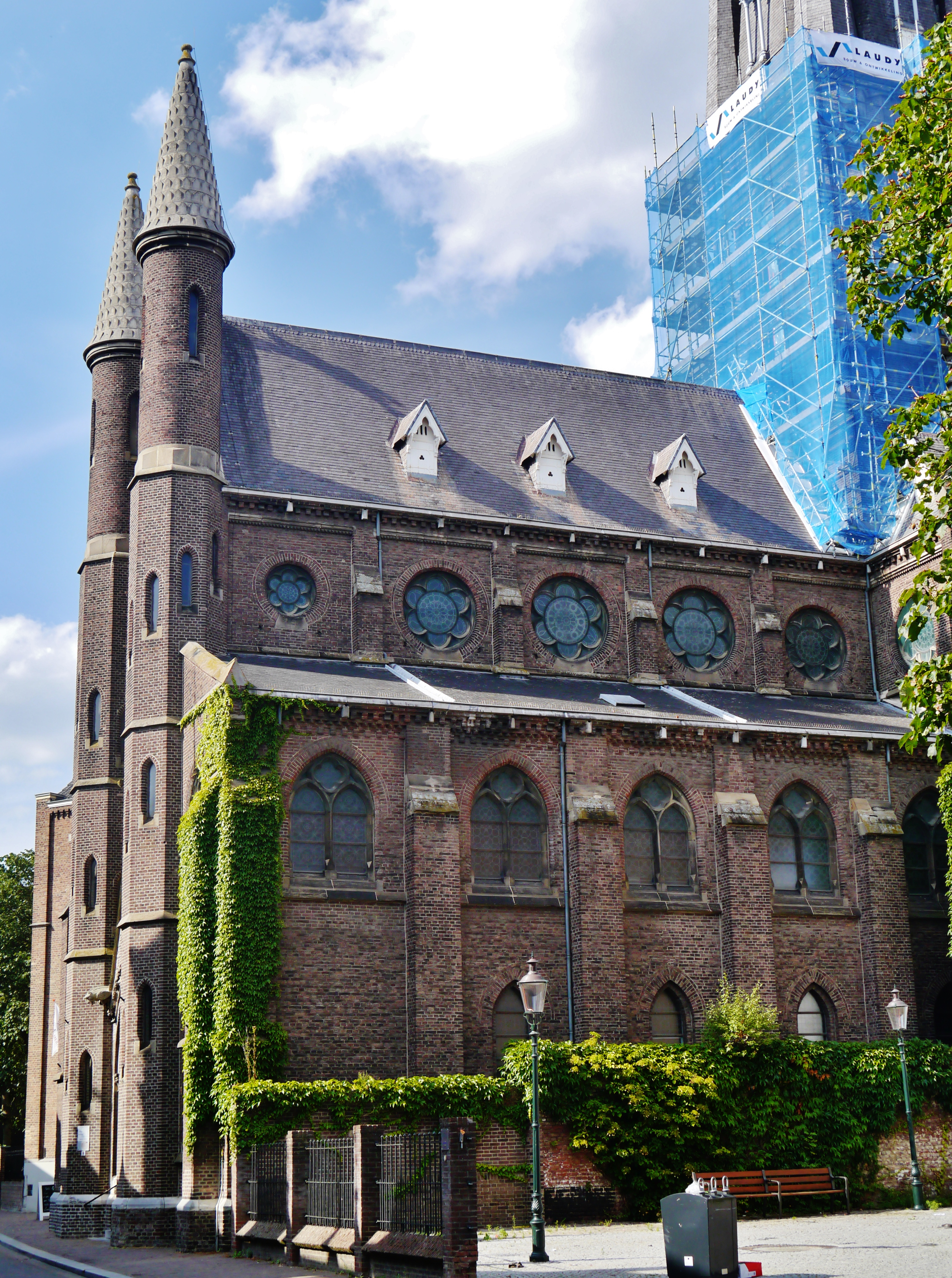
Vue extérieure
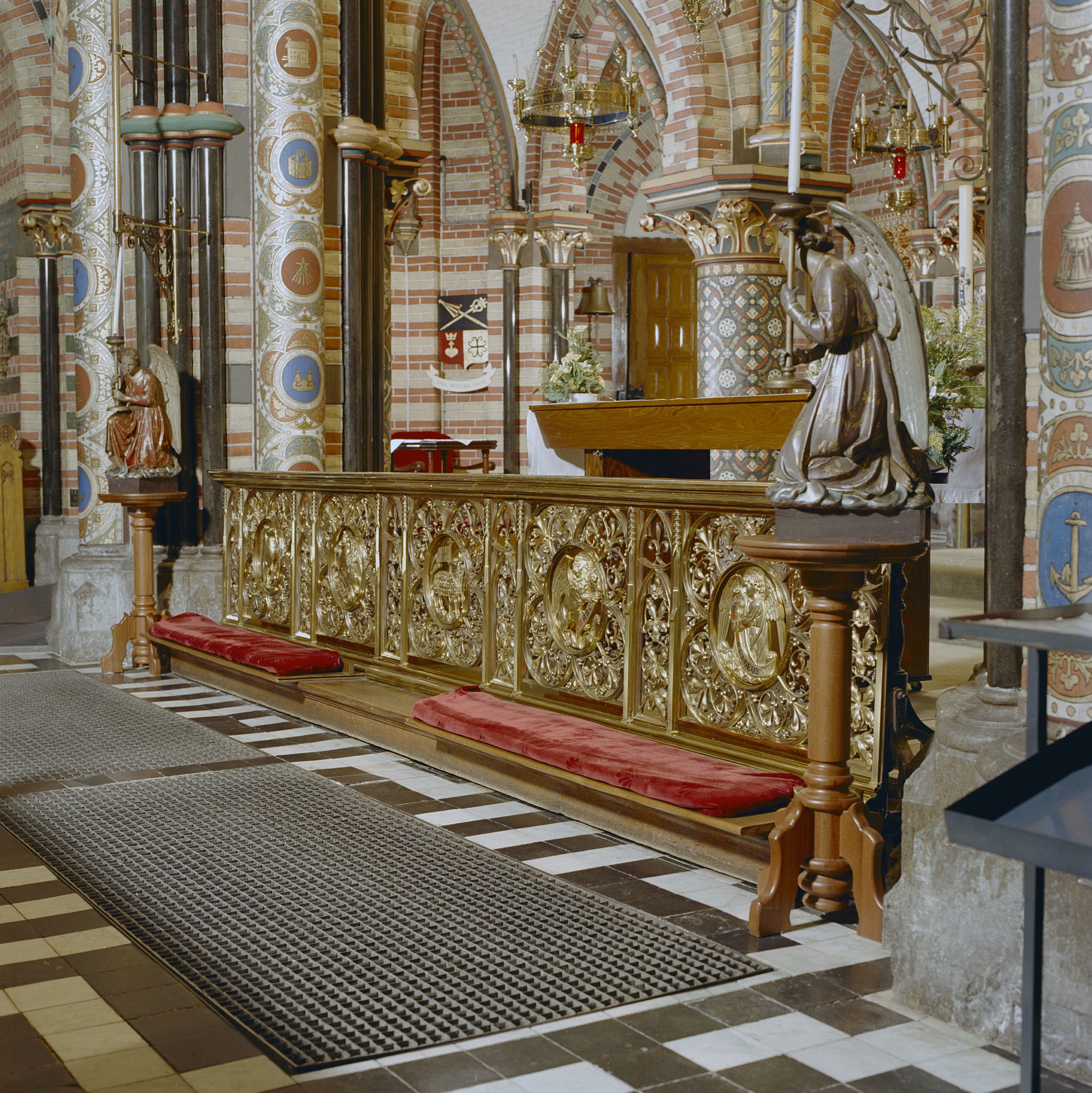
Banc de communion
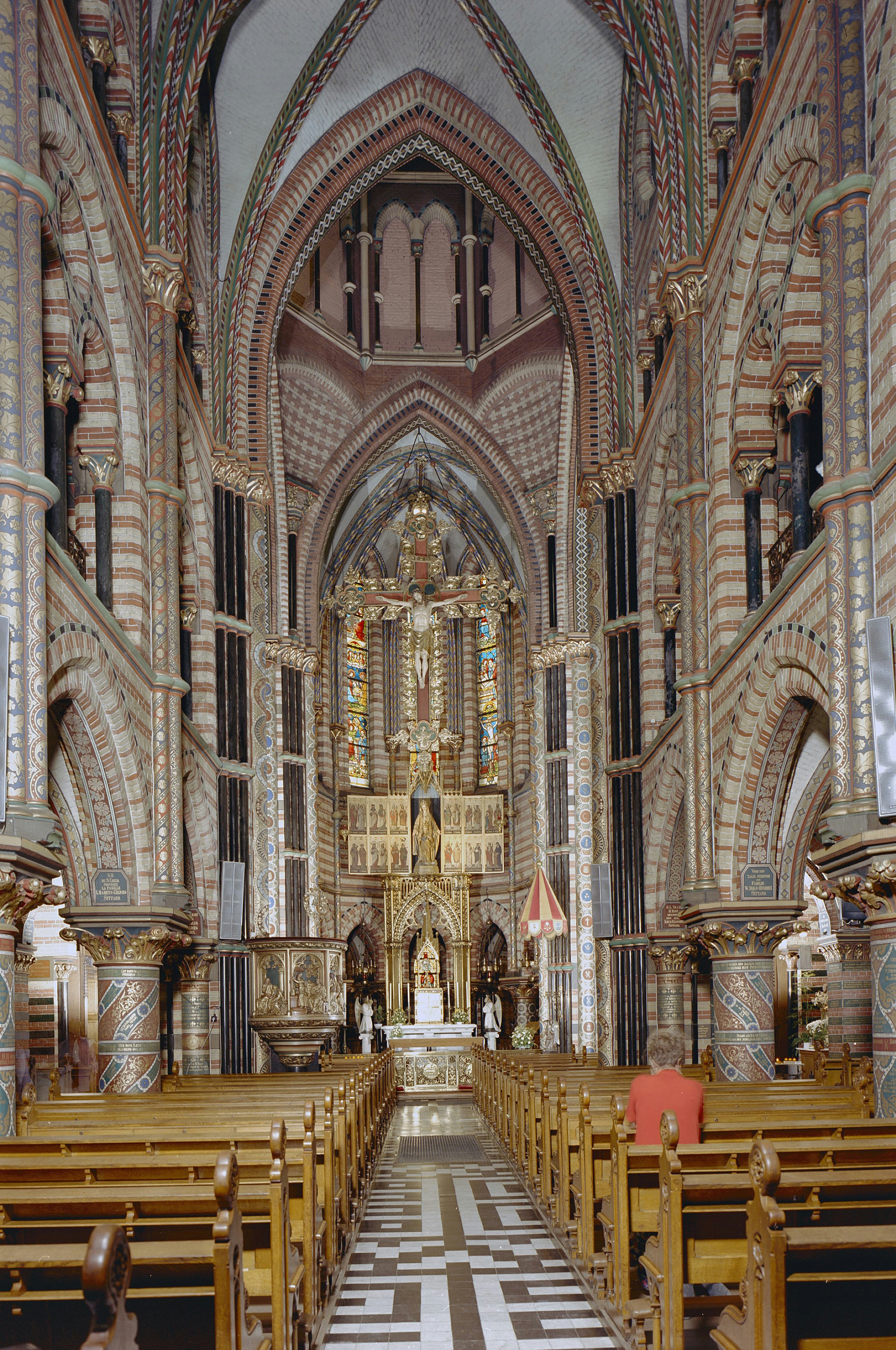
Nef